# Чемпіонат Непалу з футболу
А-Дивізіон ліга (неп. शहीद स्मारक ए- डिभिजन लिग, англ. Martyr's Memorial A-Division League) — чемпіонат футбольних клубів Непалу, що проводиться з 1954 року.

## Історія
Перший в історії футбольний турнір у Непалі був організований у 1934 році. Виграв його клуб «Джавалакхіл», ставши першим серед 12 команд. З сезону 1947/48 став проводитись новостворений футбольний турнір Рам Джанакі, організований тодішнім прем'єр-міністром Непалу Падма Шамшером.
У 1954 році право на проведення турніру отримала Всенепальська футбольна асоціація, завдяки чому організувала перший офіційний чемпіонат у сезоні 1954/55. Його переможцем став клуб «Махабір Клаб». У турніру траплялися часті перебої та скасування сезонів через брак коштів або з інших причин (наприклад, турнір довелося зупинити на кілька років у 1990-х через політичні та економічні потрясіння). Через розбіжності в асоціації, останній чемпіонат відбувся в сезоні 2006/07. Відновлення ліги планувалося на жовтень 2009 року під егідою ANFA. Національна спортивна асоціація також запланувала власну лігу під такою ж назвою. Клуби ліг були розділені між ANFA та NSC, тому не було зрозуміло, які клуби в кінцевому підсумку братимуть участь у запланованому на жовтень 2009 року чемпіонаті. 
З 2010 по 2014 рік турнір регулярно проводився, перш ніж знову був відсутній протягом чотирьох років. Лише у сезоні 2018/19 чемпіонат Непалу знову було відновлено, а чемпіоном став найтитулованіший клуб країни «Мананг Марсянгді».

## Список чемпіонів
| Сезон   | ВС   | Чемпіон                |
| ------- | ---- | ---------------------- |
| 1954/55 | 2011 | Махабір Клаб           |
| 1955/56 | 2012 | Поліс Форс             |
| 1956/57 | 2013 | Поліс Форс             |
| 1957/58 | 2014 | Армі XI                |
| 1960/61 | 2017 | Нью Роад Тім           |
| 1962/63 | 2019 | Нью Роад Тім           |
| 1963/64 | 2020 | Бідя Бяма              |
| 1966/67 | 2023 | Махабір Клаб           |
| 1967/68 | 2024 | Френдз Юніон           |
| 1968/69 | 2025 | Деуралі Клаб           |
| 1969/70 | 2026 | Махабір Клаб           |
| 1970/71 | 2027 | Деуралі Клаб           |
| 1971/72 | 2028 | Раніпокхарі Корнер Тім |
| 1972/73 | 2029 | Раніпокхарі Корнер Тім |
| 1973/74 | 2030 | Раніпокхарі Корнер Тім |

| Сезон   | ВС      | Чемпіон                |
| ------- | ------- | ---------------------- |
| 1975    | 2032    | Бойз Юніон Клаб        |
| 1976    | 2033    | Сунахарі Атлетік Клаб  |
| 1977    | 2034    | Аннапурна Клаб         |
| 1978    | 2035    | Нью Роад Тім           |
| 1979    | 2036    | Раніпокхарі Корнер Тім |
| 1980    | 2037    | Санката Клаб           |
| 1981/82 | 2038    | Раніпокхарі Корнер Тім |
| 1982    | 2039    | Аннапурна Клаб         |
| 1983    | 2040    | Санката Клаб           |
| 1984    | 2041    | Раніпокхарі Корнер Тім |
| 1985    | 2042    | Санката Клаб           |
| 1986    | 2042/43 | Мананг Марсянгді       |
| 1987    | 2043/44 | Мананг Марсянгді       |
| 1989    | 2046    | Мананг Марсянгді       |
| 1995    | 2052    | Нью Роад Тім           |

| Сезон   | ВС      | Чемпіон          |
| ------- | ------- | ---------------- |
| 1996/97 | 2054    | Трі Стар Клаб    |
| 1997/98 | 2055    | Трі Стар Клаб    |
| 2000    | 2057    | Мананг Марсянгді |
| 2003/04 | 2060    | Мананг Марсянгді |
| 2004    | 2061    | Трі Стар Клаб    |
| 2005/06 | 2062    | Мананг Марсянгді |
| 2006/07 | 2063    | Непал Поліс Клаб |
| 2010    | 2066/67 | Непал Поліс Клаб |
| 2011    | 2068    | Непал Поліс Клаб |
| 2012/13 | 2069    | Трі Стар Клаб    |
| 2013/14 | 2070    | Мананг Марсянгді |
| 2018/19 | 2075    | Мананг Марсянгді |